# Vasavere
Vasavere är en by (estniska: küla) i Alutaguse kommun i landskapet Ida-Virumaa i nordöstra Estland. Byn ligger vid ån Vasavere jõgi, cirka tio kilometer åt sydöst från staden Jõhvi. Ett flertal sjöar finns inom byns territoriella område varav Vasavere Mustjärv, Aknajärv, Nootjärv, Rääkjärv,  och Liivjärv är de största.
I kyrkligt hänseende hör byn till Illuka församling inom den Estniska evangelisk-lutherska kyrkan.
Före kommunreformen 2017 tillhörde byn dåvarande Illuka kommun.